# Lepus comus
Lepus comus este o specie de mamifer de mărime medie din familia iepurilor, Leporidae. Blana de pe partea dorsală este fină, plată și lungă, de culoare fie brună cu tentă cenușie, fie cenușie închis, iar blana de pe partea ventrală este albicioasă. A fost anterior considerată drept endemică în China (în principal în Yunnan), însă în anul 2000 a fost semnalată prezența sa în Myanmar. Este erbivoră, hrănindu-se cu arbuști și plante erbacee negraminoide cu flori⁠(en)[traduceți]. Este clasificată drept specie neamenințată cu dispariția pe Lista roșie a IUCN privind speciile amenințate. Lista Roșie a Vertebratelor Chinei a listat specia drept aproape amenințată, aceasta aproape îndeplinind criteriile pentru a fi listată drept vulnerabilă.

## Taxonomie
Lepus comus a fost descrisă pentru prima oară în anul 1927 de către zoologul american Glover Morrill Allen⁠(en)[traduceți]. Potrivit lui Hoffmann și Smith, nu există subspecii recunoscute, dar potrivit lucrării A Guide to the Mammals of China există trei subspecii recunoscute:
- L. c. comus (Allen, 1927)
- L. c. peni (Wang și Luo, 1985)
- L. c. pygmaeus (Wang și Feng, 1985)

A fost anterior considerată a fi subspecie a iepurelui de Himalaia (Lepus oiostolus), dar acum este tratată drept specie separată. Cai și Feng (1982) și Wang (1985) au ridicat-o la statutul de specie pe baza diferențelor morfologice și ecologice față de iepurele de Himalaia. În 2005 s-a descoperit că filogenia moleculară indică că L. comus și iepurele de Himalia sunt taxoni surori⁠(en)[traduceți], iar aceștia s-ar putea să prezinte speciație alopatrică⁠(en)[traduceți] sau speciație parapatrică⁠(en)[traduceți]. Specia L. comus ar putea de asemenea să fie înrudită cu iepurele cu gât negru (Lepus nigricollis) și probabil să fie forma nordică a acesteia.

## Descriere
Lepus comus este un iepure propriu-zis de mărime medie, măsurând 32,2 până la 48 cm în lungime și cântărind 1,8 până la 2,5 kg. Are o coadă cenușie deschis lungă de 9,5 până la 11 cm, dedesubt nuanțată cu galben, pe când partea superioară este maronie. Craniul este subțire, măsurând 8,4 până la 9,5 cm în lungime. Blana de pe partea dorsală este fină, plată și lungă, culoarea sa fiind fie brună cu tentă cenușie, fie cenușie închis, iar blana de pe partea ventrală este albicioasă—partea din spate a șoldului și a crupei are nuanță cenușie, iar un bubalin-ocru se extinde până la membrele anterioare, flancuri⁠(en)[traduceți] și partea exterioară a membrelor posterioare. Urechile sunt scurte, măsurând 9,7 până la 13,5 cm în lungime, și de culoare cenușie pală pe suprafața interioară și neagră sus. O dungă albicioasă pornește de la baza urechii și se oprește la bot, descriind un arc deasupra ochiului. Are cavitățile nazale scurte, late în partea din spate. În stare neuzată normală, incisivii superiori sunt în formă de litera „Y” și capătă forma literei „V” odată ce sunt uzați. Labele picioarelor din spate au 9,8 până la 13 cm în lungime.
L. c. comus este subspecia de cele mai mari dimensiuni. Lungimea totală a craniului este mai mare de 8,8 cm, iar înălțimea osului zigomatic este mai mică de 7 mm. Nasul iese înainte și ajunge până în fața incisivilor superiori. L. c. pygmaeus este cea mai mică subspecie, cu cel mai îngust aspect frontal și cele mai lungi flancuri.
L. comus este mai mică decât iepurele de Himalaia; părțile supraorbitale sunt plate și mici, iar rândul de dinți și diastema (spațiul dintre doi dinți) sunt de proporții diferite. Are de asemenea o blană caracteristic mai deschisă la culoare decât cea a iepurelui de Himalaia, însă potrivit lui Gao Yaoting, crupa cenușie a speciei L. comus este caracteristică și iepurelui de Himalaia.

## Răspândire și habitat
Specia este găsită de-a lungul vestului Platoului Yungui⁠(en)[traduceți] și sudului Munților Hengduan⁠(en)[traduceți] în provinciile Yunnan (exceptând la sud-vest de Râul Mekong), sudul provinciei Sichuan și vestul provinciei Guizhou, în sud-vestul Chinei, și a fost de asemenea semnalat că aceasta se găsește în nordul țării Myanmar. Subspecia L. c. comus se găsește în vestul provinciei Yunnan. L. c. peni se găsește din centrul provinciei Yunnan până în vestul provinciei Guizhou (Orașul Guiyang, Bijie⁠(en)[traduceți], Loudian⁠(en)[traduceți]) la est, Muli la nord și sud-vestul provinciei Sichuan (Huidong⁠(en)[traduceți]) la sud. L. c. pygmaeus se găsește din apropierea fluviului Yangtze în nord până în centrul provinciei Yunnan.
Este o specie montană și preferă habitat umed, cald. Cu toate că nu se cunosc multe despre habitatul său, se presupune că se găsește în/pe zone arbustive și pajiști montane⁠(en)[traduceți] situate la altitudine mare, similar cu habitatul tibetan al iepurelui de Himalaia (Lepus oiostolus). Se poate găsi de asemenea în păduri deschise sau la margini de pădure. Trăiește la altitudini de 1.300 până la 3.200 m deasupra nivelului mării.

## Comportament și ecologie
Lepus comus este o specie diurnă, dar este activă și pe durata nopții pentru a se hrăni. Este erbivoră, hrănindu-se cu arbuști și plante erbacee negraminoide cu flori⁠(en)[traduceți]. Potrivit relatărilor vânătorilor, iepurele adult are trei vizuini; cele ale masculilor sunt mai puțin adânci, mai mici și mai drepte decât cele ale femelelor, care au forma ovală și mai mare. Reproducerea începe în general în aprilie. Rândul de pui constă în unu până la patru pui, de obicei doi, iar în mai femela fată două sau trei rânduri de pui.

## Stare de conservare
Din 1996 încoace, specia Lepus comus este clasificată pe Lista roșie a IUCN privind speciile amenințate drept specie neamenințată cu dispariția. Aceasta se datorează faptului că specia este răspândită la nivel larg și că a fost semnalată de către localnici ca fiind întâlnită frecvent. Deși tendința actuală de creștere sau scădere a populației sale este neclară, populația speciei este probabil în siguranță deoarece se găsește în zone retrase din sud-vestul Chinei. Totuși, activitățile agricole din regiunile muntoase pot reprezenta o amenințare pentru specie prin izolarea populațiilor montane ale acesteia. Lista Roșie a Vertebratelor Chinei a listat specia drept aproape amenințată, aceasta aproape îndeplinind criteriile pentru a fi listată drept vulnerabilă. Se găsește în arii protejate și de asemenea în rezervațiile naturale Changshanerhai, Daweishan⁠(en)[traduceți], Gaoligongshan⁠(en)[traduceți], Jinpingfenshuiling, Nujiang⁠(en)[traduceți], Shilin⁠(en)[traduceți] și Tongbiguan⁠(en)[traduceți].